# Bouzguen
Bouzguène (în arabă بوزقن) este o comună din provincia Tizi Ouzou, Algeria.
Populația comunei este de 24.311 locuitori (2008).